# ダニー・ファーカー
- ダニー・ファークハー
- ダニー・ファークアー
- ダニー・ファークァー

ダニエル・アンドレス・ファーカー（Daniel Andres Farquhar, 1987年2月17日 - ）は、アメリカ合衆国フロリダ州ブロワード郡ペンブロークパインズ出身の元プロ野球選手（投手）。右投右打。
愛称はファーク（Fark）。

## 経歴

### プロ入り前
高校時代は投手と外野手を兼任。外野手として打率は4割を超えていた。ルイジアナ大学ラファイエット校進学後は抑えとして活躍した。

### プロ入りとブルージェイズ時代
2008年のMLBドラフト10巡目（全体309位）でトロント・ブルージェイズから指名され、プロ入りした。この年は傘下のA-級オーバーン・ダブルデイズ、A級ランシング・ラグナッツに所属した。
2009年はA+級ダニーデン・ブルージェイズで開幕を迎え、その後AA級ニューハンプシャー・フィッシャーキャッツに昇格した。
2010年11月28日にラージャイ・デービスとのトレードで、トリスタン・マグナソンと共にオークランド・アスレチックスにへ移籍した。
2011年4月18日にデビッド・パーシーとのトレードで、ブルージェイズに復帰。9月13日のボストン・レッドソックス戦でメジャー初登板を果たすも結果を出せず、AAA級ラスベガス・フィフティワンズに降格した。

### マリナーズ時代

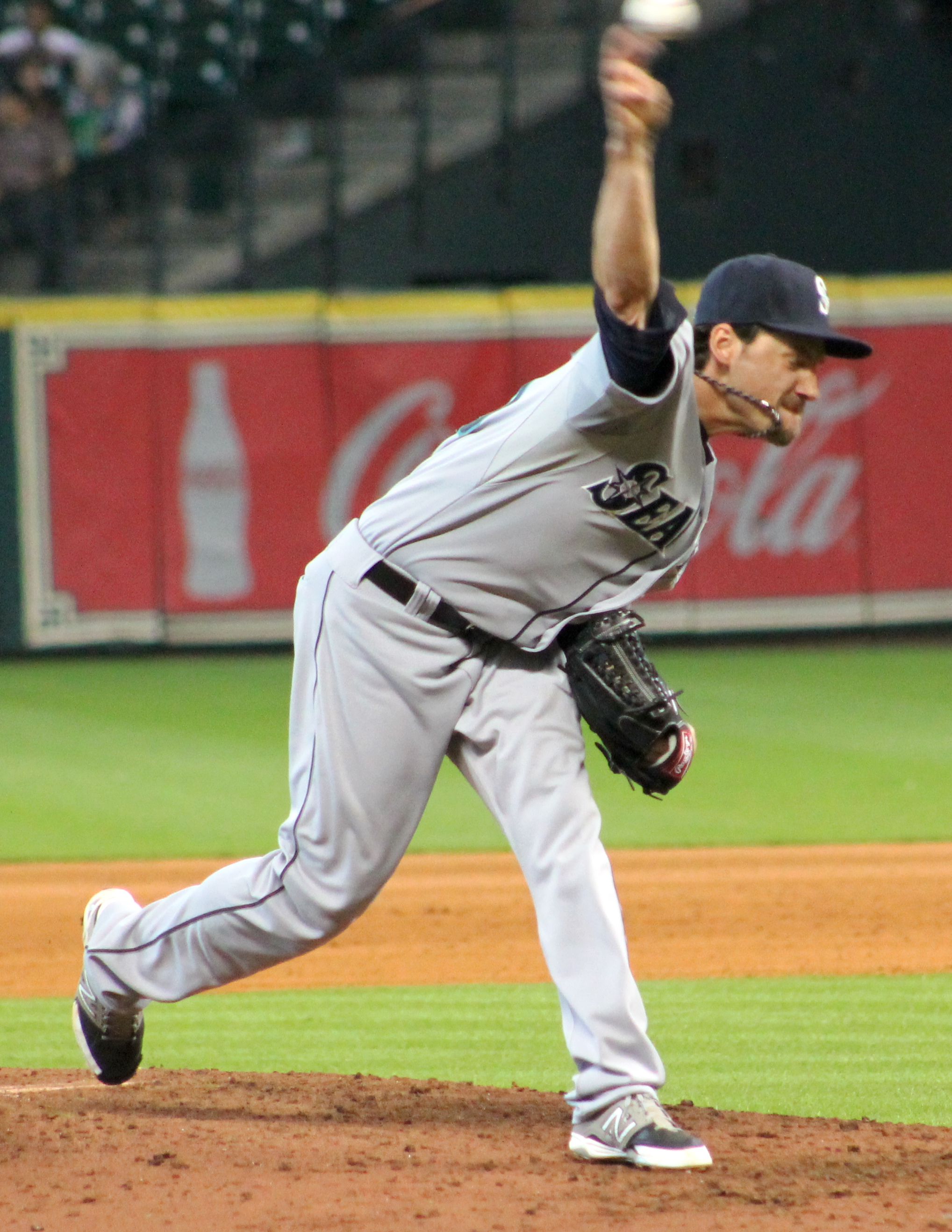
シアトル・マリナーズ時代
（2014年7月2日）

2012年6月9日にウェイバー公示を経て古巣のアスレチックスに復帰した。しかし再びウェイバー公示され、6月26日にニューヨーク・ヤンキースへ移籍した。7月23日にはイチローとのトレードで、D・J・ミッチェルと共にシアトル・マリナーズへ移籍した。
2013年はAAA級タコマ・レイニアーズで開幕を迎える。5月17日にメジャー昇格が決まった。8月2日からトム・ウィルヘルムセンに代わりクローザーを務め、同月3日にはメジャー初セーブを記録する。シーズン終盤での配置転換ではあったが、クローザーを務めた24試合では0勝3敗16セーブ・防御率2.38を記録した。
2014年2月25日にマリナーズと1年契約に合意した。この年は、奪三振にこだわらないピッチングに変えた事で安定した投球を披露するようになり、66試合に登板して防御率2.66・メジャー初勝利を含む3勝1敗という成績を記録した。また、前年より低下したとは言え、投球イニングを上回る三振を奪い、奪三振率は依然として10.0を超えていた。
2015年は通算150試合登板に到達し、最終的には43試合でマウンドに登ったが、成績は大幅に悪化。防御率5.12は、2013年以降ではワーストの数字であり、負けが込んで1勝8敗と大きく負け越した。また、前年比 - 20投球回にもかかわらず被本塁打が増し、9本も打たれた。

### レイズ時代
2015年11月5日にネイサン・カーンズ、C.J.リーフェンハウザー、ブーグ・パウエルとのトレードで、ブラッド・ミラー、ローガン・モリソンと共にタンパベイ・レイズへ移籍した。
2016年、35試合にリリーフ登板して自己2位となる防御率3.06をマーク。また、三振奪取能力が以前の水準に戻り、2年ぶりに10.0超えとなる奪三振率11.7を記録した。
2017年6月29日にブラッド・ボックスバーガーの故障者リストからの復帰に伴ってDFAとなり、7月3日にマイナー契約でAAA級ダーラム・ブルズへ配属された。7月20日に自由契約となった。

### ホワイトソックス時代
2017年7月24日にシカゴ・ホワイトソックスとマイナー契約を結び、傘下のAAA級シャーロット・ナイツへ配属された。8月19日にメジャー契約を結んでアクティブ・ロースター入りした。同年は2球団合計で52試合に登板して4勝2敗、防御率4.20を記録した。
2018年4月20日のヒューストン・アストロズ戦、この試合の6回表に登板したファーカーは、直後の6回裏の攻撃中にダグアウトで倒れ、病院へ搬送された。検査の結果、動脈瘤の破裂による脳内出血と診断された。幸いにも一命を取りとめたファーカーは、手術を経て、5月7日に退院した。6月1日、本拠地ギャランティード・レート・フィールドでの試合前には始球式を行った。レギュラーシーズン終了後の10月27日にFAとなった。

### ヤンキース傘下時代
2019年1月21日にヤンキースとマイナー契約を結び、スプリングトレーニングに招待選手として参加することになった。6月19日に放出された。その後、自身のInstagramのアカウントで引退を発表した。

### 現役引退後
2021年より、シカゴ・ホワイトソックス傘下A+級ウィンストン・セーラム・ダッシュの投手コーチに就任した。

## 詳細情報

### 年度別投手成績
| 年 度    | 球 団    | 登 板 | 先 発 | 完 投 | 完 封 | 無 四 球 | 勝 利 | 敗 戦 | セ 丨 ブ | ホ 丨 ル ド | 勝 率 | 打 者 | 投 球 回 | 被 安 打 | 被 本 塁 打 | 与 四 球 | 敬 遠 | 与 死 球 | 奪 三 振 | 暴 投 | ボ 丨 ク | 失 点 | 自 責 点 | 防 御 率 | W H I P |
| -------- | -------- | ----- | ----- | ----- | ----- | -------- | ----- | ----- | -------- | ----------- | ----- | ----- | -------- | -------- | ----------- | -------- | ----- | -------- | -------- | ----- | -------- | ----- | -------- | -------- | ------- |
| 2011     | TOR      | 3     | 0     | 0     | 0     | 0        | 0     | 0     | 0        | 0           | ----  | 11    | 2.0      | 4        | 0           | 2        | 0     | 0        | 1        | 0     | 0        | 4     | 4        | 13.50    | 3.00    |
| 2013     | SEA      | 46    | 0     | 0     | 0     | 0        | 0     | 3     | 16       | 2           | .000  | 228   | 55.2     | 44       | 2           | 22       | 4     | 0        | 79       | 2     | 1        | 29    | 26       | 4.20     | 1.19    |
| 2014     | SEA      | 66    | 0     | 0     | 0     | 0        | 3     | 1     | 1        | 13          | .750  | 290   | 71.0     | 58       | 5           | 22       | 1     | 4        | 81       | 6     | 2        | 23    | 21       | 2.66     | 1.13    |
| 2015     | SEA      | 43    | 0     | 0     | 0     | 0        | 1     | 8     | 1        | 8           | .111  | 219   | 51.0     | 53       | 9           | 17       | 2     | 1        | 48       | 1     | 1        | 33    | 29       | 5.12     | 1.37    |
| 2016     | TB       | 35    | 0     | 0     | 0     | 0        | 1     | 0     | 0        | 7           | 1.000 | 158   | 35.1     | 33       | 8           | 15       | 1     | 4        | 46       | 1     | 0        | 14    | 12       | 3.06     | 1.36    |
| 2017     | TB       | 37    | 0     | 0     | 0     | 0        | 2     | 2     | 0        | 9           | .500  | 154   | 35.0     | 28       | 2           | 22       | 4     | 4        | 33       | 4     | 0        | 16    | 16       | 4.11     | 1.43    |
| 2017     | CWS      | 15    | 0     | 0     | 0     | 0        | 2     | 0     | 0        | 4           | 1.000 | 61    | 14.1     | 11       | 1           | 6        | 0     | 0        | 12       | 0     | 0        | 7     | 7        | 4.40     | 1.19    |
| '17計    | CWS      | 52    | 0     | 0     | 0     | 0        | 4     | 2     | 0        | 13          | .667  | 215   | 49.1     | 39       | 3           | 28       | 4     | 4        | 45       | 4     | 0        | 23    | 23       | 4.20     | 1.36    |
| 2018     | CWS      | 8     | 0     | 0     | 0     | 0        | 1     | 1     | 0        | 2           | .500  | 29    | 8.0      | 6        | 3           | 0        | 0     | 0        | 9        | 1     | 0        | 5     | 5        | 5.63     | 0.75    |
| MLB：7年 | MLB：7年 | 253   | 0     | 0     | 0     | 0        | 10    | 15    | 18       | 45          | .400  | 1150  | 272.1    | 237      | 30          | 106      | 12    | 13       | 309      | 15    | 4        | 131   | 119      | 3.93     | 1.26    |

### 背番号
- 49（2011年）
- 40（2013年 - 2015年）
- 43（2016年 - 2018年）